# گلیب
گلیب (انگلیسی: The Glebe) محله ای در اتاوا، انتاریو، کانادا است. گلیب درست در جنوب منطقه مرکز شهر اوتاوا در بخش کاپیتال وارد واقع شده‌است.